# دراغومير نيكوليتش
دراغومير نيكوليتش ، مدرب كرة قدم يوغسلافي سابق.
درب منتخب يوغسلافيا لكرة القدم في كأس الأمم الأوروبية لكرة القدم 1960.